# Leeds Mercury
Le Leeds Mercury est un journal publié à Leeds, Yorkshire de l'Ouest, Angleterre. Il est publié de 1718 à 1755 et à nouveau à partir de 1767. Initialement, il comporte 12 pages et coûte trois demi-pennies. En 1794, le tirage est d'environ 3 000 exemplaires, et en 1797 le prix est porté à six pences en raison de l'augmentation du droit de timbre. Il paraît chaque semaine jusqu'en 1855, puis trois fois par semaine jusqu'en 1861, date à laquelle le droit de timbre esta aboli et il devient un quotidien d'un penny.
Edward Baines (en) (1774-1848) achète le journal en 1801, et son fils Sir Edward Baines (1800-1890) lui succède comme rédacteur en chef et propriétaire.